# Пролетарський провулок (Київ, Жовтневий район)
Пролета́рський  прову́лок — зниклий провулок, що існував у Жовтневому районі (нині — територія Шевченківського району) міста Києва, місцевість Шулявка. Пролягав від Брест-Литовського шосе (нині — Берестейський проспект) до Борщагівської вулиці.

## Історія
Провулок виник у 2-й половині XIX століття під назвою Кривий. Позначений під такою назвою на картах міста 1908, 1909 та 1914 років, у списку вулиць Києва 1940 року.
1944 року отримав назву Пролетарський провулок
Ліквідований у 1960-х роках у зв'язку зі знесенням старої забудови Лівої Шулявки.